# Amedeo di Montmayeur
Amedeo di Montmayeur (Francia, 1365/1370 – Moriana, 8 ottobre 1422) è stato un vescovo cattolico francese.

## Biografia
Noto in Italiano anche come Amedeo di Monte Maggiore, dal francese Amédée VI. de Montmayeur.
Figlio di Gaspard, partecipò al Concilio di Costanza e fu prelato domestico di Martino V.
Fu eletto abate commendatario della Sacra di San Michele della Chiusa nel 1408, rinunciò all'incarico lasciando l'abbazia nel 1411 quando divenne vescovo di Moriana nel 1411. È sepolto in una cappella della Cattedrale di San Giovanni di Moriana.